# DJ Danger Mouse
Danger Mouse (født Brian Burton, 29. juli 1977 White Plains, New York) er en amerikansk rap-dj & -producer
Den ellers ukendte dj blev kendt, da hans album The Grey Album blev forbudt af EMI, fordi han havde mixet Jay-Z's The Black Album med musik fra Beatles' klassiske The White Album.
Dette medførte enorme protester, og endte med at hele albummet blev stillet til download fra over 170 sites og downloadet i over 100.000 eksemplarer gennem projekt Grey Tuesday. Denne sag fik Damon Albarn, manden bag Gorillaz, til at lade Danger Mouse producere Gorillaz-albummet Demon Days.
Danger Mouse udgav i 2005 albummet Dangerdoom med rapperen MF Doom, som fik positive anmeldelser.
Danger Mouse udgør sammen med rapperen/sangeren Cee-Lo Green gruppen Gnarls Barkley der i 2006 udgav albummet St. Elsewhere med hitsinglen Crazy. I 2008 udgav de så efterfølgeren The Odd Couple.